# Diradops yovera
Diradops yovera là một loài tò vò trong họ Ichneumonidae.